# Castell japonès
Els castells japonesos (城, shiro) eren fortaleses compostes principalment de pedra i fusta. Aquestes evolucionaren de les construccions de fusta dels segles anteriors fins a les formes conegudes del segle xvi. De la mateixa forma que els castells europeus, eren construïts per a vigilar llocs estratègics o importants com ports, rius, camins i quasi eren adaptats a les característiques del lloc per a assegurar-ne la defensa.

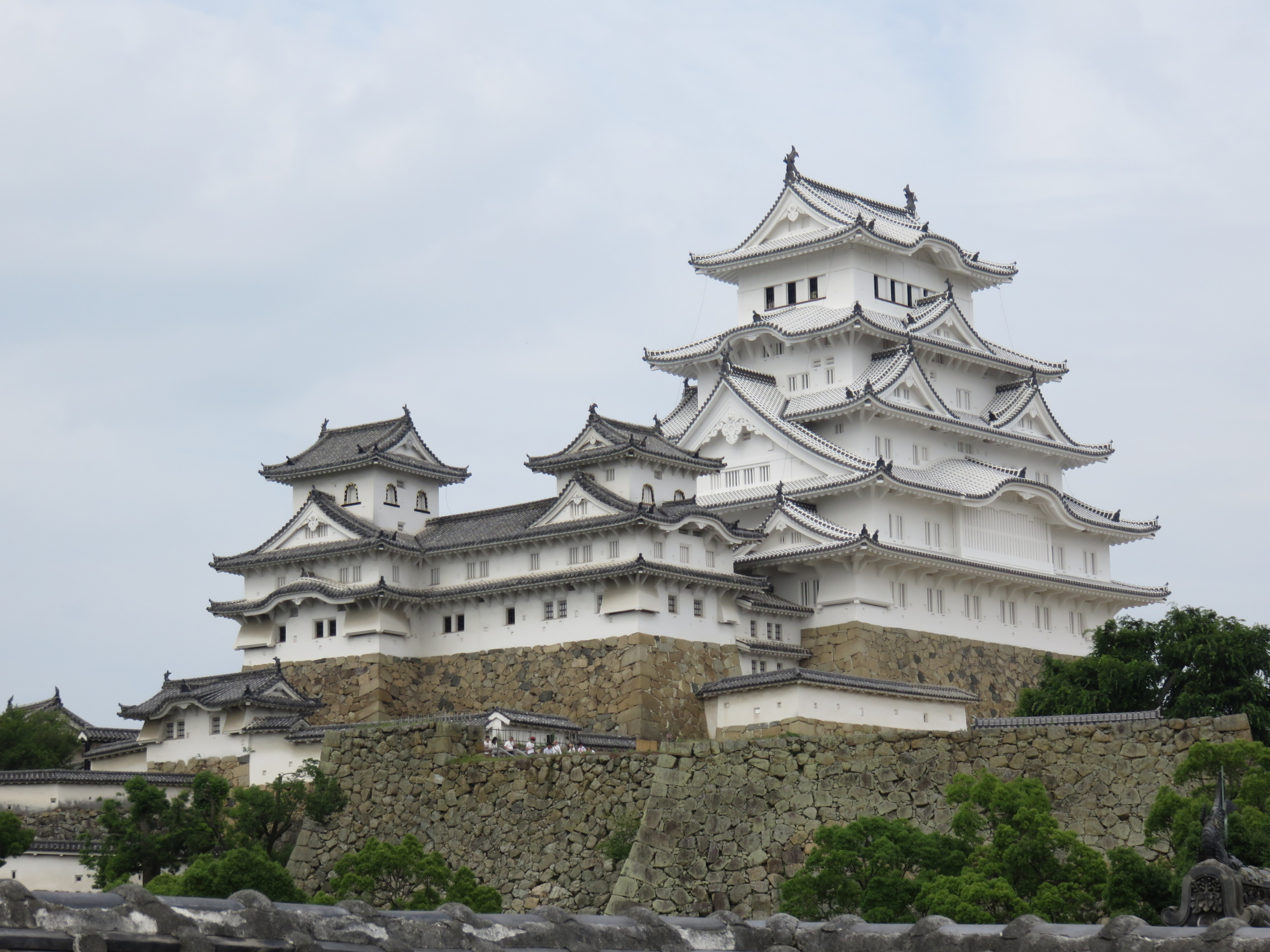
El castell Himeji a la prefectura de Hyōgo, el més visitat i patrimoni de la humanitat

Els castells japonesos van viure diverses etapes de destrucció. Durant el shogunat Tokugawa es va decretar una llei que limitava el nombre de castells a un per feu que cada dàimio (senyor feudal) podia posseir, i en conseqüència, se'n van destruir molts. Després de la caiguda del sistema shogunal i del retorn al poder de l'emperador durant la Restauració Meiji, novament molts castells van ser destruïts i alguns altres desmantellats, en un intent de trencar amb el passat i modernitzar el país. Durant la Segona Guerra Mundial molts van ser destruïts durant els bombardejos a les regions de la costa de l'oceà Pacífic i només en àrees remotes, alguns com el castell Matsue o el castell Matsumoto van romandre intactes.
Avui dia tan sols queden quinze castells que es mantinguin d'aquells temps, tot i que s'estima que n'hi havia a l'apogeu prop de cinc-cents. Molts castells com el d'Hiroshima que van ser destruïts, aquest per la bomba atòmica del 1945, es van reconstruirt.
Actualment, la majoria s'ha convertit en museu, allotgen objectes d'importància de la regió, i expliquen la història local.

## Etimologia
En japonès, el kanji utilitzat per a la paraula castell és 城, el qual es llegeix com shiro segons la pronunciació kun'yomi, és a dir, quan el kanji no està acompanyat per un altre, o jō segons l'on'yomi, quan forma part d'una paraula. Un exemple és Kumamoto-jō (熊本城, Kumamoto-jō) o castell Kumamoto.
En català, per referir-se a un castell s'omet la terminació jō i se'n esmenta només el nom. Un altre aspecte important a considerar és que generalment els castells prenen el nom de la ciutat, regió o prefectura. Per exemple el castell Gifu es troba a la ciutat homònima, el mateix que el castell Komor, el castell Hiroshima, etc.

## Història

### Primeres fortificacions

#### Període Yayoi
Les primeres fortificacions al Japó daten del període Yayoi (300 aC - 300), període que es caracteritza per l'expansió del cultiu de l'arròs així com la introducció dels metalls (primer el ferro i posteriorment el bronze) a l'arxipèlag per part d'immigrants provinents d'Àsia continental. Les comunitats de la cultura Yayoi van començar a créixer i desplaçar als nadius, per la qual cosa es van construir fortificacions per protegir els seus interessos i assentaments. Les primeres fortificacions es van construir en punts elevats del terreny amb la finalitat que servissin a més com llocs de vigilància en cas d'atacs.
A més de l'evidència arqueològica, antics registres de la Xina referents al Japó, antigament conegut en aquest país com Wa, esmenten la construcció de fortificacions en aquest període. El registre més antic sobre aquest tema es troba al Wei Zhi, que documenta la història del Regne de Wei (220-265). Un altre important registre és al Hao Hanshu, compilat al voltant de l'any 445.
Durant els estudis realitzats a antics assentaments del període, com els trobats a Otsuka, a prop de Yokohama i Yoshinogari, a Kyūshū, s'ha descobert, a més, que alguns assentaments foren protegits per dics, fins i tot aquells ubicats en llocs elevats.

#### Període Yamato

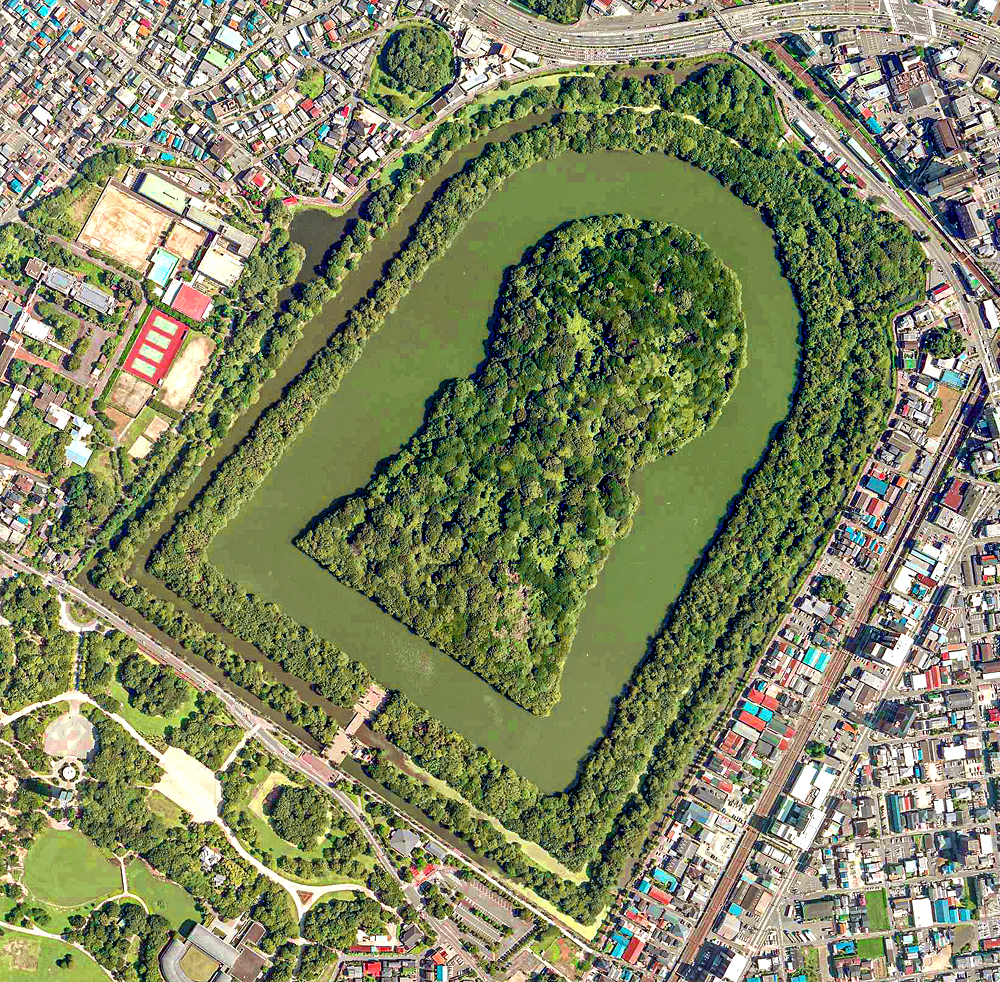
El Daisenryō-Kofun, a Osaka, la tomba més gran d'aquest tipus

El desenvolupament de la cultura Yayoi culminà amb l'establiment d'un estat unificat conegut actualment com a Yamato, establert per un llinatge dominant que al capdavall es convertiria en la casa imperial. El domini de la cort de Yamato sobre els seus oponents, assentada en el que avui correspon a la prefectura de Nara, va donar com a resultat l'absència de fortificacions a partir del 300, desenvolupant-se en el seu lloc la construcció de Kofun; túmuls funeraris de grans dimensions.
L'atenció cap a les fortificacions ressorgí al voltant del 664, després que una força expedicionària partís del Japó, en un intent d'ajudar els seus aliats de Paekche en contra de la coalició formada pel regne de Silla i la dinastia Tang. Després d'una estrepitosa derrota el 663, on van morir uns 10.000 soldats, els habitants del Japó van començar a preocupar-se per una possible invasió per part de la Xina o Corea, per la qual cosa l'emperador Tenchi, segons el Nihon Shoki, va decretar que s'erigissin les defenses necessàries a les illes de Tsushima i Iki, així com en les terres de Tsukushi, per protegir en cas d'una invasió. Dins de les edificacions construïdes per a aquest propòsit destaca el Mizuki (水城, «Castell d'aigua»), una gran construcció de 40 metres de llarg per 15 d'alt amb fosses, que servia per a defensar les casernes ubicades a Dazaifu.

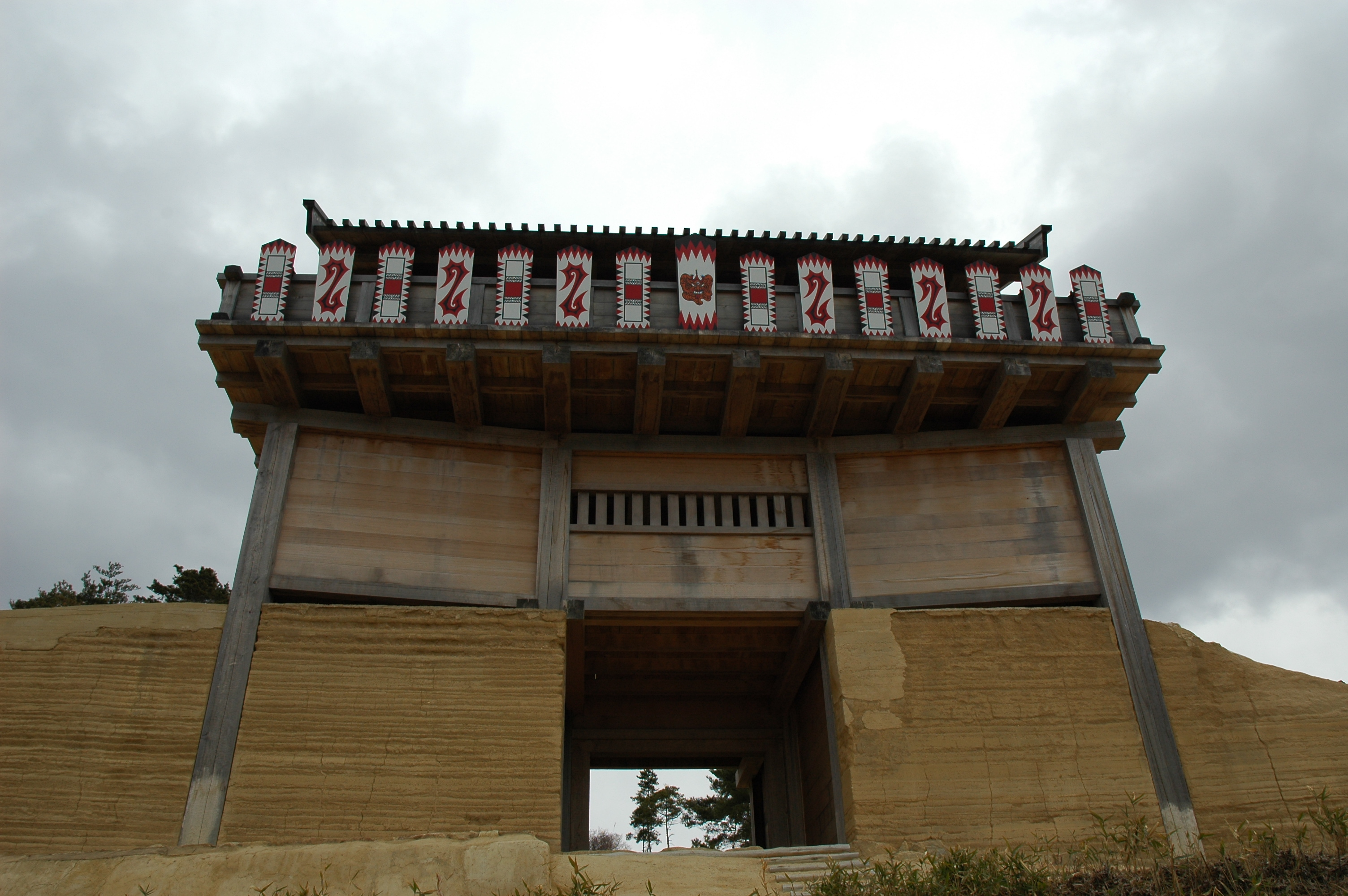
La porta occidental reconstruïda del Castell Ki, una fortificació del basada en l'arquitectura coreana.

Després de la construcció d'aquesta fortificació, ben conservada fins al dia d'avui, es van començar a construir fortificacions que es poden identificar més amb l'actual concepte del castell, primer al llarg de Kyūshū i després terra endins fins al centre de control de la província de Yamato, fins al que avui correspon a Nara. L'estil d'aquestes fortificacions és clarament coreà, pel fet que van ser refugiats de Paekche qui van dur a terme la construcció. Un exemple és la construcció del castell Ki, duta a terme per Ongye Pongnyu, que va escapar juntament amb els supervivents de la derrota del 663 i que com mostra d'agraïment va col·laborar en la construcció de castells al Japó basats en el model dels sanseong o castells coreans.
Les fortificacions erigides en aquest període van ser mantingudes i reparades durant aproximadament quatre dècades, fins que la situació es va normalitzar a Àsia a causa de la retirada de Corea de la dinastia Tang, península que va quedar governada per Silla, que va esvair la possibilitat d'una invasió del Japó. A partir d'aquest moment, la cort Yamato va centrar la seva atenció al nord-est del país, en les tribus que es resistien al mandat central i que van ser identificades com emishi. Els intents per subjugar els emishi van començar al voltant de la segona meitat del segle vii, de manera que juntament amb les campanyes militars, es van establir diverses fortificacions de fusta al nord del país. A la província d'Echigo es van construir dues fortificacions el 647 i el 648, pràctica que continuaria per dos segles més a les províncies de Mutsu i Dewa conforme la frontera de Yamato anava avançant. Durant aquest període les fortificacions no només van servir per a fins militars, sinó que eren veritables centres de l'administració imperial. El 774, una vegada que es van haver construït fortificacions de grans dimensions i importància estratègica, va començar una campanya a gran escala de «pacificació» de la zona que duraria quaranta anys, amb expedicions importants en 776, 788, 794, 801 i 811, després de les quals es va declarar finalitzada amb èxit la missió de pacificació.

### Període Heian
El 710 es va establir la primera capital permanent del Japó a Nara, no obstant va ser abandonada i traslladada a Kyoto el 794, el qual marcà l'inici del període Heian, que va estar caracteritzat per una sèrie de guerres i revoltes que van culminar amb les guerres Genpei de 1180-1185. Durant aquesta època es van construir talaies i palissades temporals davant la imminència d'algun conflicte, sobretot al voltant de la capital. Un exemple d'aquestes tanques, va ser la de Kuriyagawa, un complex defensiu de grans proporcions que va ser assetjat el 1062 durant la guerra Zenkunen o «guerra dels nou anys».
El 1192 Minamoto no Yoritomo va ser nomenat el primer shogun hereditari, després que el clan Minamoto vencés els Taira durant les guerres Genpei, sent una de les victòries més importants per Yoritomo la d'Ichi-no-Tani, una important fortalesa costanera dominada pels Taira a la província de Harima, a l'oest de l'actual Kobe.

### Període Kamakura

Un samurai és atacat per diversos arquers i explosius llançats des de catapultes durant les invasions mongoles del Japó.

El triomf de Yoritomo va portar a l'establiment del primer shogunat o dictadura militar del Japó, i a més va significar que la capital fos traslladada cap a Kamakura, d'on pren el seu nom aquest període. Kamakura va ser llavors fortificada, una pràctica inusual en la història del país.
L'ús de la pedra en fortificacions o castells va ser pràcticament nul, només es va utilitzar en comptades ocasions després de les invasions mongoles del Japó. Khublai Khan, governant de la dinastia Yuan de la Xina va llançar un primer intent d'invasió el 1274, tot i que l'enfrontament va ser breu, i pràcticament el mateix dia que van desembarcar, van tornar a la Xina. Aquesta experiència va portar els japonesos a construir muralles de pedra al voltant de la badia de Hatake, lloc on havien desembarcat les forces invasores. Quan els mongols van tornar el 1281 aquests murs van servir com base per als arquers defensors.
Durant les guerres Nanbokuchō del segle xiv es van construir importants castells, predominantment de fusta i al cim de les muntanyes, aprofitant l'orografia de la zona per millorar les seves defenses. Dos castells destacats del període són el castell Akasaka i el castell Chihaya, tots dos defensats pel samurai Kusunoki Masashige.

### Període Sengoku

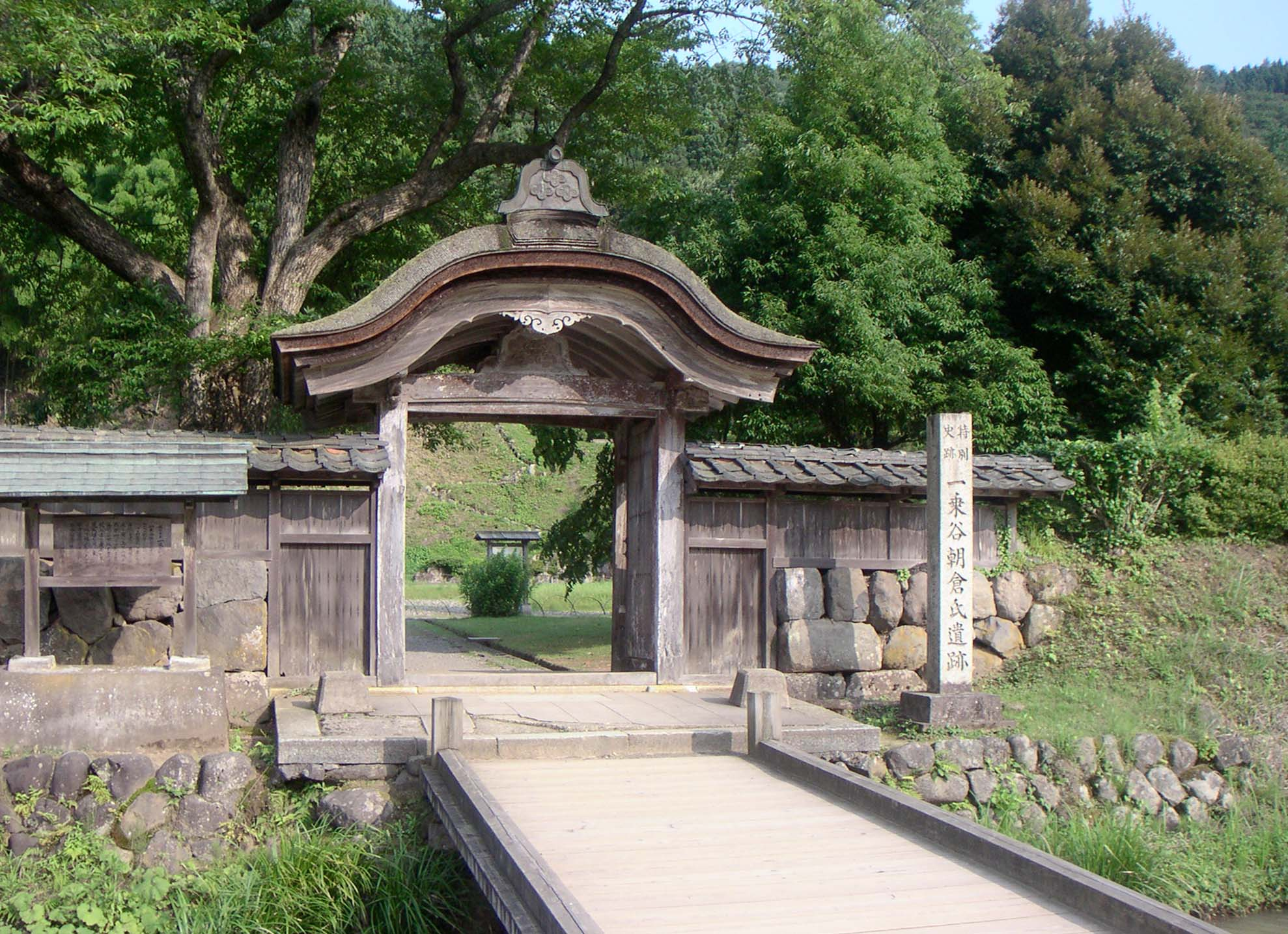
Ruïnes del yashiki d'Ichijōdani, del clan Asakura

La guerra Ōnin que va esclatar el 1467 va marcar el començament de l'anomenat període Sengoku, una era de prop de 150 anys de guerres contínues entre els dàimios (senyors feudals) al llarg de tot l'arxipèlag. Per la durada de la guerra Ōnin (1467-1477), la ciutat sencera de Kyoto es va convertir en camp de batalla i patí un gran dany. Les mansions dels nobles van començar a fortificar en el transcurs de 10 anys, a més es van fer esforços per aïllar tota la ciutat dels exèrcits samurai rondant que dominarien el paisatge per gairebé un segle.
El país es va sumir en la guerra i ràpidament es va començar a construir fortificacions addicionals per prendre avantatge o dominar llocs importants, generalment a la part alta de les muntanyes, de manera que van ser conegudes com a yamashiro («Castells de muntanya»). Juntament amb els yamashiro van sorgir llavors mansions fortificades conegudes com a yashiki (屋敷), les quals anaven des de simples edificacions fins complexos summament elaborats, al voltant dels quals es construïen atalaies, muralles i portes. Ambdues estructures es van convertir llavors en importants centres polítics i militars, al voltant dels quals van sorgir els anomenats jōkamachi (城下町, jōkamachi lit. «Poble sota castell»).
El que avui es consideren estereotips «clàssics» dels castells japonesos van sorgir en aquesta època.

### Període Azuchi-Momoyama

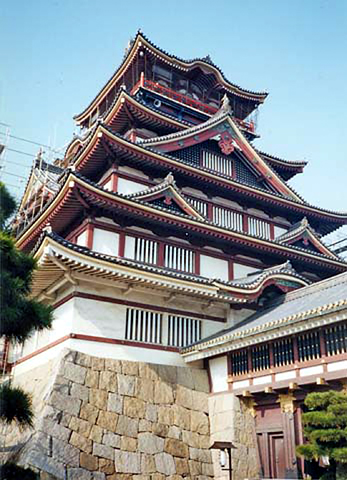
El castell Fushimi-Momoyama, un dels que li donaren el nom a aquest període.

El punt feble dels castells del període anterior, eren les seves bases, generalment «vessants esculpits» que obligaven els responsables dels castells a executar importants obres de manteniment almenys cada cinc anys, a més de no suportar construccions de més de tres pisos d'alçada. La solució va consistir a disposar àmplies bases de pedra que caracteritzen el típic castell japonès. Aquesta solució a més els va brindar un suport molt rígid front als tremolors constants que pateix el Japó. El sistema de base de pedra no es va estendre molt ràpidament pel país per motius financers i perquè els dàimios no utilitzaven només un castell, sinó que era habitual que comptaren amb tota una xarxa de castells satèl·lits. En aquest cas, el castell principal era anomenat honjō, mentre que els castells secundaris de suport eren anomenats shijo. Els shijo, eren normalment governats de manera independent del castell principal, amb l'objectiu d'administrar els territoris del feu, aquestes tasques en els castells secundaris eren encarregades a membres de la família governant o vassalls de molta confiança lleials al clan. Els shijo a més podien ser rèpliques en miniatura dels castells principals, amb la mateixa base de pedra i talaies de fusta. Finalment, els shijo podien estar sostinguts per palissades fortificades a semblança dels antics yamashiro del període Sengoku.
Els primers a desenvolupar l'ús de la base de pedra en la construcció de les torres mestes o tenshu kaku van ser els arquitectes d'Anō, a la província d'Omi. Aquests arquitectes tenien experiència en la construcció de bases de pedra de pagodes i santuaris, i després de fer proves en la construcció de talaies, el primer registre que se'n té és del 1577, sobre la construcció del tenshu del castell Tamon del dàimio Matsunaga Hisahide, encara que malauradament res sobreviu d'ell avui dia. Un altre dels primers tenshu a utilitzar la base de pedra va ser el del castell Maruoka, construït el 1576 i que va romandre pràcticament intacte fins al 1948, quan va haver de ser anivellat a causa d'un terratrèmol utilitzant materials originals. El tenshu original més antic és probablement el del castell Matsumoto, la construcció ha estat datada el 1597.
Durant aquesta època, a més es van construir diversos castells tant amb finalitats defensives com per reflectir la riquesa de cada senyor feudal, buscant impressionar els dàimios enemics. Exemples d'aquests castells són el castell Azuchi, construït per Oda Nobunaga i destruït el 1582 després de la seva mort durant l'incident de Honnōji, i el castell Fushimi-Momoyama, construït per Toyotomi Hideyoshi. Les dues fortificacions brinden el seu nom com referència d'aquest període de la història del Japó.

#### Castells japonesos a Corea

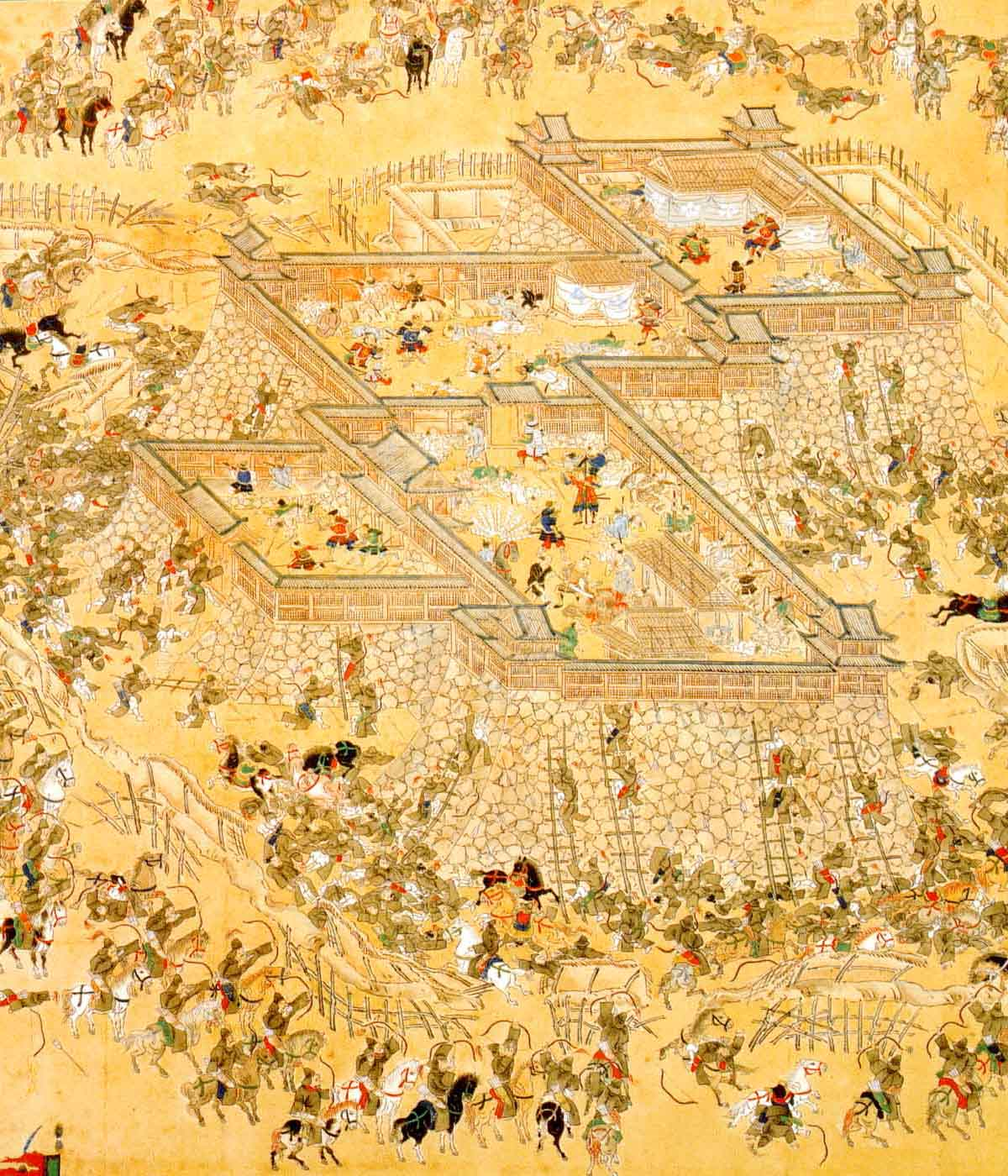
Soldats xinesos i coreans ataquen la fortalesa dUlsan, un wajō o castell japonès

Durant el seu mandat, Toyotomi Hideyoshi va ordenar la invasió de Corea, que portà a un conflicte de sis anys. Durant la guerra, molts castells japonesos (anomenats Wajō 倭城 en japonès i Waeseong en coreà) van ser construïts al llarg de les costes del sud de Corea amb l'objectiu de defensar les seves comunicacions. Com que els castells coreans van ser presos amb extrema facilitat davant l'avanç japonès, els invasors van decidir crear els seus propis castells. Van cavar-les en els turons i van revestir els espais amb pedres grosses per formar les fortaleses. Es van construir ràpidament i van tenir una vida molt curta, per la qual cosa avui dia només sobreviuen algunes bases al llarg de la península coreana.

### Període Edo i Restauració Meiji

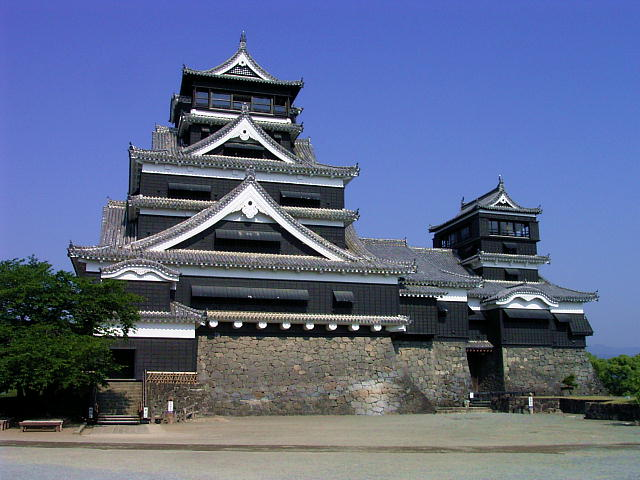
El castell Kumamoto va ser assetjat durant la rebel·lió Satsuma

Després de la mort de Toyotomi Hideyoshi, el país es va dividir en dos grans bàndols que es van enfrontar el 1600: d'una banda es trobaven els lleials al clan Toyotomi, encapçalats per Ishida Mitsunari, i de l'altra els seguidors de Tokugawa Ieyasu. La batalla, coneguda com a batalla de Sekigahara, va marcar l'inici de l'hegemonia del clan Tokugawa, el qual va governar fins a 1868. El govern del clan Tokugawa és conegut com a shogunat Tokugawa durant període Edo, i va començar el 1603, quan Ieyasu va ser nomenat oficialment shogun. El 1615 el shogunat Tokugawa va establir un sistema de regulació per als castells que cada dàimio podia posseir. A causa d'aquesta política, coneguda com a Ikkoku Ichijo (一国一城, lit. «Una província, un castell»), molts castells van ser destruïts o desmantellats, i els restants es van convertir en seus de les administracions locals.
El període Edo es va caracteritzar per ser un llarg període de pau, interromput només per alguns conflictes interns, de manera que els castells japonesos es van convertir més en ciutats castell, al voltant dels quals va florir l'economia local, i posteriorment es transformarien a les ciutats actuals del país.
Durant mitjans del segle xix, el poder del shogun va decaure notablement i van sorgir nombrosos moviments pro-imperialistes al país, de manera que molts castells van ser novament convertits en bases militars i alguns van ser incendiats durant les revoltes. Quan l'emperador va reprendre el seu paper protagonista en els assumptes polítics del país, els castells van ser considerats com possibles bases per a revoltes (com l'ocorreguda durant la rebel·lió Satsuma i el consegüent setge al castell Kumamoto), així com símbols d'un sistema antiquat i desacreditat, per la qual cosa el 1873 es va promulgar la Llei per a l'abolició de castells, mitjançant la qual es va ordenar la destrucció de molts d'ells, permetent únicament conservar les torres a alguns altres. El 1875, dels 170 castells que havien estat construïts durant el període Edo, se'n destruïren dues terceres parts.

### En l'actualitat
Des de 1931 es va començar la reconstrucció d'antics castells, sent el primer el d'Osaka, seguit del Gujō Hachiman el 1933 i el d'Iga Ueno el 1935.
Una altra etapa de la destrucció dels castells va tenir lloc durant la Segona Guerra Mundial, en la qual molts van ser destruïts pels bombardejos de les regions de la costa del Pacífic. Només alguns castells ubicats en àrees remotes, com el Matsue o el Matsumoto van romandre intactes. Després del conflicte va ressorgir la intenció de reconstruir els antics castells, i des de llavors una gran quantitat d'ells han estat erigits, sent destinats a la majoria de les ocasions a albergar museus locals. Els materials emprats solen ser materials moderns, com el formigó, per la qual cosa dels castells existents, només dotze conserven la construcció original.
Dels castells actuals, els castells Matsumoto, Inuyama, Hikone i Himeji han estat nomenats Tresors nacionals (国宝, kokuhō) Pel Ministeri d'Educació, Cultura, Esports, Ciència i Tecnologia del Japó, mentre que els castells Maruoka, Matsue, Marugame, Uwajima, Bitchū Matsuyama, Hirosaki i Matsuyama han estat designats «Propietat d'importància cultural» (重要文化财, jūyō Bunka zai). Finalment, els castells Nijo, Himeji, Nakijin, Naka i Shuri estan catalogats com Patrimoni de la Humanitat per la Unesco.

## Elements i característiques del castell japonès
Tots els castells del «sistema desenvolupat» (aquells amb bases de pedra i complexos d'edificis) tenien certs elements en comú.

### Acord general
Just en l'apogeu del típic castell japonès, el 1591 Toyotomi Hideyoshi va decretar l'«Edicte de Separació», en el qual es buscava separar formalment als samurais dels camperols. Aquest edicte va afectar també a l'organització de les ciutats castell, ja que mentre els soldats vivien dins, els pagesos vivien fora de la ciutat. Durant aquest temps tenia molt important el rang dins del clan, ja que com més amunt s'estigués en l'escala jeràrquica, més a prop es trobarien les habitacions pròpies de la torre mestra. Els servents més antics, o karō, quedaven just fora de la torre principal i fora quedaven els soldats ashigaru, només protegits per fossats o murs de terra. Entre els ashigaru i els karō es trobaven els artesans i mercaders. Fora de l'anell format per les habitacions dels ashigaru es trobaven els temples i santuaris, els quals constituïen els límits de la ciutat castell. Just als afores hi havia els camps d'arròs.
La principal característica comuna dels castells japonesos era que les torres mestres es trobaven en el punt més alt de l'àrea tancada del castell, envoltada per una sèrie de palissades intercomunicades. El terme general emprat per referir-se als múltiples patis i àrees tancades formades per aquest tipus de disposició es denomina kuruwa (曲轮). Un dels aspectes a considerar a l'hora de planificar la construcció d'un castell era saber com aquests kuruwa ajudarien en la defensa de la fortificació, cosa que normalment era dissenyat basant-se en la topografia del lloc. L'àrea central del kuruwa era la secció més important en l'aspecte defensiu, i s'anomenava hon maru (本丸, lit. Ciutadella interior). Al hon maru es localitzaven el tenshu kaku i altres edificis residencials per l'ús del dàimio. Al seu torn, el segon pati s'anomenava ni no maru (二の丸) i el tercer san no maru (三の丸). Tot i que en el cas de castells de grans proporcions es podien trobar seccions circumdants anomenades soto-guruwa o sōguruwa, els estils existents estan definits basant-se en la ubicació del honmaru.

#### Estils
D'acord amb la localització del hon maru es poden distingir tres estils:
- Estil Rinkaku (轮郭式, Rinkaku-shiki): El hon maru està situat al centre i els ni no maru i sant no maru formen anells concèntrics al seu voltant.
- Estil Renkaku (连郭式, Renkaku-shiki): El hon maru es troba al centre, amb els ni no maru i sant no maru als costats.
- Estil Hashigokaku: En l'últim estil, aplicat pràcticament només a castells de muntanya, el hon maru es localitza en un vèrtex, mentre que els ni no maru i sant no maru van descendint en forma d'escala.

#### Categories dependent de la localització
Depenent de la localització, els castells japonesos es poden dividir en tres categories:
- Yamajiro (山城, lit. Castell de muntanya) - Aquest tipus va ser el més utilitzat en temps de guerra, i es caracteritzava per estar construït al cim de les muntanyes.
- Hirajiro (平城, lit. Castell de plana) - Eren castells construïts enmig de planes o planes seguint el model del castell Osaka, el primer construït d'aquest tipus.
- Hirayamajiro (平山城, lit. Castell de muntanya a la plana) - Aquest tipus de castells es construïa en muntanyes de poca alçada o grans turons, ubicant el castell en un pla.

### Murs i muralles

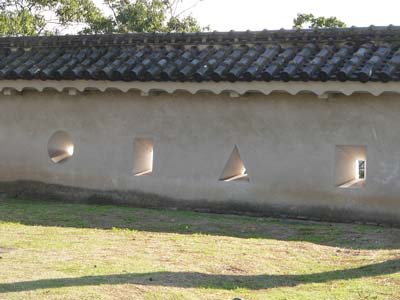
Hasama o obertures als murs del castell Himeji

Els successius kuruwa i maru estaven dividits entre si per fosses, dics, murs de menors mides construïts sobre de les bases de pedra, anomenades dobei (土塀), i les muralles de pedra, anomenades Ishigaki (石垣).
Els murs, fets a base de guix i roques, solien tenir espitlleres anomenades hasama (狭间), la funció del qual era permetre als defensors atacar els assetjadors des d'una posició interior tan protegida com sigui possible. S'utilitzaven orificis circulars o triangulars per arcabussos, i rectangulars per fletxes. Aquests murs tenien també una funció estètica, de manera que eren pintats i adornats amb fileres d'arbres i arbustos, normalment pins.
Les grans bases de pedra, que arribaven a assolir altures de fins a quaranta metres, constituïen els fonaments del castell. Aquestes bases solien construir-se segons el disseny del maru i els kuruwa, unint les bases amb un disseny de falca.

#### Estils de muralles de pedra
Les muralles es poden classificar depenent de com aquestes han estat construïdes. En l'estil Ranzumi (乱积) es feien servir pedres de diferents mides sense un patró, mentre que en l'estil Nunozumi (布积) es feien servir les d'una mida semblant, per la qual cosa s'alineaven al llarg de la muralla.

#### Tipus de murs de pedra
Depenen de com estiguessin les pedres utilitzades en l'ishigaki, les muralles es poden classificar en:
- Nozurazumi (野面积) - S'utilitzaven pedres en el seu estat natural i no se'ls donava cap mena de forma. Eren summament febles, de manera que no es podien construir muralles de grans dimensions. A més podien ser escalades amb facilitat.
- Uchikomihagi (打込ハギ) - Les pedres eren col·locades fermament unes contra les altres, i la cara era desbastada per fer-la plana. Els petits forats resultants eren tapats amb petites pedres.
- Kirikomihagi (切込ハギ) - En aquest tipus, les pedres eren llaurades de tal manera que encaixaven perfectament unes amb les altres, de manera que pràcticament no quedaven orificis.

### Portes
A l'arquitectura japonesa hi havia una gran quantitat de portes, anomenades Mon (門), encara que tots tenien característiques en comú: dues columnes (kagamibashira), generalment unides a dos pilars (hikaebashira), connectades per una llinda (kabuki). La resta dels detalls arquitectònics depenia de la posició, funció o necessitats defensives.
Entre els diferents tipus de portes es destaquen:
- Yaguramon (橹門): Eren portes que comptaven amb una yagura al cim amb la finalitat de defensar l'accés.
- Yakuimon (薬医門): Eren portes amb sostres que cobrien tant les columnes frontals com els pilars posteriors.
- Koraimon (高丽門): Els pilars frontals i les portes estaven cobertes amb un sostre independent del que cobria els pilars posteriors i les bigues de suport. Aquest tipus de portes substituïren les yakuimon.
- Munamon (栋門): Els dos principals pilars estaven coberts per una teulada similar a la koraimon, però sense el sostre extra.
- Tonashimon (戸无門): Aquest estil és pràcticament una koraimon però sense la porta.
- Kabukimon (冠木門): Era una porta molt senzilla consistent de dos pilars i una biga horitzontal, amb porta però sense sostre, i per això no servia per a la defensa.
- Heijūmon (塀重門): Tipus similar al kabukimon, però sense la biga horitzontal.
- Nagayamon (长屋門): Aquest tipus de porta travessava grans magatzems i cellers, els quals es construïen al voltant d'ella.
- Karamon (唐門): Portó ornamental amb un gablet d'estil karahafu, és a dir, arrodonit al centre.
- Uzumimon (埋門 lit. «Porta soterrada»): Es construïen, ja fos tallant una obertura al mig d'un mur de pedra prèviament establert, o deixant un espai molt estret per la seva futura construcció.
- Masugata (枡形): Eren complexos de dues portes: generalment un koraimon per la part exterior, i un yaguramon a l'interior formant un angle recte, i envoltades de murs per a crear una àrea tancada quadrada.

### Fossat
Un dels aspectes defensius més importants dins d'un castell era el seu sistema de fossat o hori (堀). Depenent de la forma que aquests poguessin tenir, es poden classificar en hakobori (箱堀) o amb fons en forma de «caixa», yagenbori (薬研堀) o amb fons en forma de «V», katayangenbori (片薬研堀) o amb fons recte carregat cap a alguns dels seus costats i kenukibori (毛抜堀 o amb fons en forma de «U».
A més de la forma del seu fons, era comú trobar fossats farcits d'aigua anomenada mizuhori (水堀), i fossats secs anomenats karabori (空堀).
Usualment a més a més es construïen estructures en el fons dels fossats a manera de murs, amb la finalitat de reduir l'exèrcit enemic que intentés creuar, creant barreres addicionals que haurien de superar els invasors. Tots aquests fossats en què només es construïa una única filera de crestes es denominen unebori (亩堀), mentre que els que tenien sistemes més elaborats es coneixen com a shojibori (障子堀), en una clara al·lusió al paper japonès que porta el seu mateix nom.

### Yagura
En japonès, el terme yagura (橹, lit. «Magatzem de fletxes») s'empra d'una manera genèrica per designar les diferents torres existents. En els castells japonesos hi havia una gran varietat de torres. Per exemple, els pòrtics emmurallats construïts en forma de miradors reben el nom de watari Yagura. Un altre tipus existent eren els tamon yagura, edificis d'un sol pis construïts en forma de muralles sobre les bases de pedra. Aquesta construcció, a més de proporcionar una posició defensiva, podia a més establir-se com un centre d'observació. Un altre exemple de l'ús que se li donava als tamon yagura el proporciona el castell Hikone, on aquesta edificació s'utilitzava per albergar les habitacions de la servitud.
A les cantonades de les muralles es construïa un altre tipus de torres, anomenades subministra yagura, les quals generalment incorporaven ishi otoshi, similar a les lladroneres.
Els yagura també es classificaven depenent del que s'hi emmagatzemava, per exemple: teppo yagura (arcabussos), hata yagura (banderes), yari yagura (llances), shio yagura (sal), etc., o de les seves funcions, com taiko yagura (en les quals es guardava un tambor), tsukimi yagura (per observar la lluna) i ido yagura, on s'allotjava un pou.

### Torre mestra
La primera edificació que se solia observar, abans que les muralles o els pòrtics, era el tenshu kaku (天守阁) o torre mestra, ja que era la construcció de més alçada i fins i tot podia ser visible a diversos centenars de metres de distància.
Un tenshu kaku típic té almenys tres pisos d'alçada, el més alt de set. Una característica important era que el nombre de pisos que es percebien des de l'exterior poques vegades corresponia als pisos reals, ja que solien construir soterranis a la base de pedra.
La funció del tenshu kaku era de summa importància dins del complex, ja que era l'encarregat de proveir una última línia de defensa, constituïa la imatge del dàimio governant, i suposava un lloc d'emmagatzematge segur.

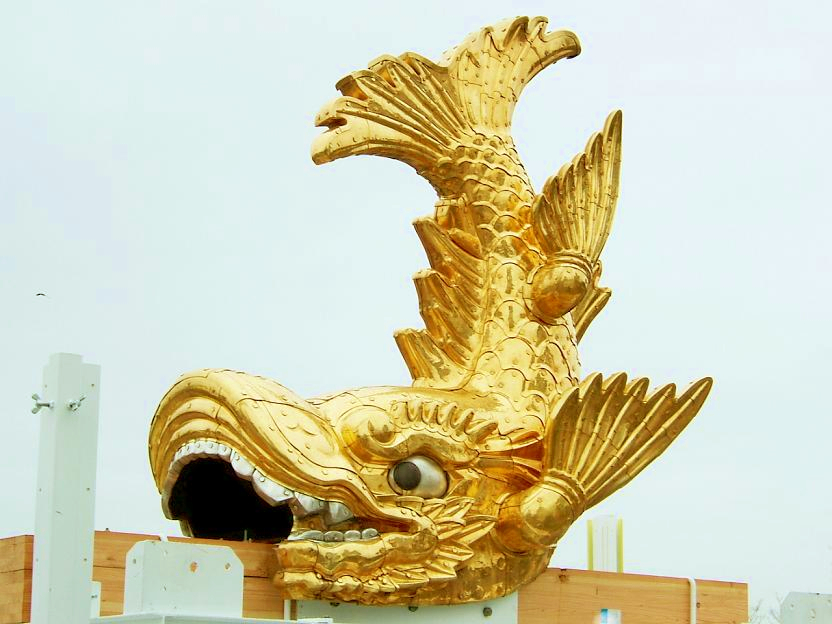
Shachi del castell Nagoya

Per regular aquestes torres comptaven amb finestres quadrades, i l'últim pis disposava d'un balcó exterior. Al cim de la construcció solien trobar decoracions anomenades shachi, bé metàl·liques o de llosa, les quals es creia que prevenien els incendis i s'allunyaven els «mals esperits».
Dins dels castells que sobreviuen fins als nostres dies, s'ha trobat que generalment estaven pintats de color blanc, tot i no ser una norma. Alguns castells com el Azuchi o l'Osaka tenien colors molt brillants i estaven decorats amb tigres i dracs, mentre que, d'altra banda, els castells Kumamoto i Okayama estaven pintats de color negre.
Els tenshu kaku es poden dividir per l'estructura o l'estil.

#### Classificació per estructura
D'acord amb l'estructura, les torres mestres es poden dividir en dos tipus: borogata i sotogata.
L'estil borogata (望楼型), present en aquells castells construïts quan encara no s'havia desenvolupat completament la base de pedra, s'identifiquen perquè compten amb una teulada a quatre aigües i gablet, estil conegut com a Irimoya, el qual produeix la impressió que els pisos inferiors i superiors fossin de diferents estils, o que una torre hagués estat construïda sobre un altre edifici.
L'estil sotogata (层塔型) és identificable pel fet que tots els pisos mostren uniformitat, i els pisos superiors de la mateixa forma però més petits. Encara que també es poden trobar petits gablets, aquests són merament decoratius i no necessàriament són part de la construcció principal.

#### Classificació per estil
Dins dels castells construïts al Japó en rares ocasions els tenshu kaku estaven aïllats d'altres edificis, generalment estan units a altres construccions com: la yagura, el tenshus menors, els murs, etc. amb l'objectiu d'augmentar les seves defenses. La forma en què els tenshu kaku estaven connectats a altres edificis determina el seu estil:
- Fukugoshiki (复合式) - El tenshu kaku estava directament connectat amb una yagura o una altra torre. Present en el castell Matsue.
- Renketsushiki (连结式) - El tenshu kaku estava connectat a una altra torre o yagura per mitjà d'un watari Yagura. Present en el castell Nagoya.
- Renritsushiki (连立式) - El tenshu kaku, múltiples torres i yagura estan units entre si per mitjà del watari Yagura o tamon Yagura, de manera que l'àrea del hon maru queda completament envoltada. Present en el castell Wakayama.
- Dokuritsushiki (独立式) - En aquest estil el tenshu kaku queda completament aïllat. Present en el castell Uwajima.

### Mesures contra els ninges
Els principals dàimios, influenciats per les exageracions del mite dels ninjes i amb l'afany d'evitar ser assassinats, van adoptar diverses mesures en els seus castells i mansions, moltes de les quals persisteixen fins als nostres dies. El castell Inuyama, per exemple, comptava amb portes corredisses a la part de darrere de les habitacions privades, on sempre es trobaven alguns guàrdies preparats per atacar. Els castells a més a més van ser construïts de manera que els visitants puguin ser vigilats des del moment en què travessaven la porta exterior del complex, i a l'interior es prenien serioses mesures, com les del castell Nijo de Kyoto, on es va dissenyar un pis especial anomenat uguisubari (鴬張り, «pis del rossinyol»), en el qual és pràcticament impossible caminar sense que el pis grinyoli i emeti un so semblant al cant d'aquests ocells, amb el qual alertava de l'existència d'un intrús en els passadissos.
Malgrat totes les mesures que es prenien, van ser pocs els dàimios que no es van enfrontar a intents d'assassinat, de manera que vivien envoltats dels seus generals de major confiança, qui no se separaven del seu senyor en cap moment. Fins i tot es diu que en algun moment Takeda Shingen, un important dàimio del període Sengoku, va recomanar que encara en la intimitat amb la dona, un dàimio havia de tenir una daga a mà.

## Tàctiques de guerra: Setge i defensa

Representació del setge d'Osaka

Els setges eren la part més complicada dels mètodes de batalla dels samurais, tant per als atacants com per als defensors, per la qual cosa generalment es portaven a terme negociacions polítiques abans de l'enfrontament per evitar el vessament de sang.
Durant un setge els defensors s'enfrontaven primerament al racionament dels aliments i de l'aigua i la posterior fam que poguessin patir, ja que generalment l'estratègia de l'atacant solia centrar-se a bloquejar el castell per evitar que els ocupants rebessin reforços, subministraments i provisions. Per això es construïen palissades o tanques, consistents de fardells de bambús lligats a marcs de fusta al voltant del castell. A certes distàncies se solia construir una talaia per poder observar dins del castell. El setge es feia llavors d'una manera més convencional: els atacants dispararien protegits per cortines de bambú o fusta, mentre que els defensors ho farien des d'orificis en els murs. La victòria l'arribaven els atacants quan s'aconseguia incendiar el castell o la guarnició es rendia, fos a causa de la fam o les malalties. D'altra banda, els defensors podrien forçar l'aixecament del setge per mitjà de l'arribada de tropes de suport o quan les seves forces eren superiors a les de l'altre exèrcit, obligant-los a retirar-se.
A causa del fet que l'ús de l'artilleria no es va desenvolupar al Japó de la mateixa manera que en el món occidental, rarament s'utilitzava, generalment no amb la intenció de llençar els murs del castell o la seva torre mestra, sinó com una arma antipersonal i amb la finalitat de tenir un efecte psicològic en les tropes enemigues. Un cas extraordinari de l'ús de canons contra un castell el constitueix el realitzat durant l'atac al castell Osaka, on Tokugawa Ieyasu va utilitzar canons de procedència europea contra el castell.

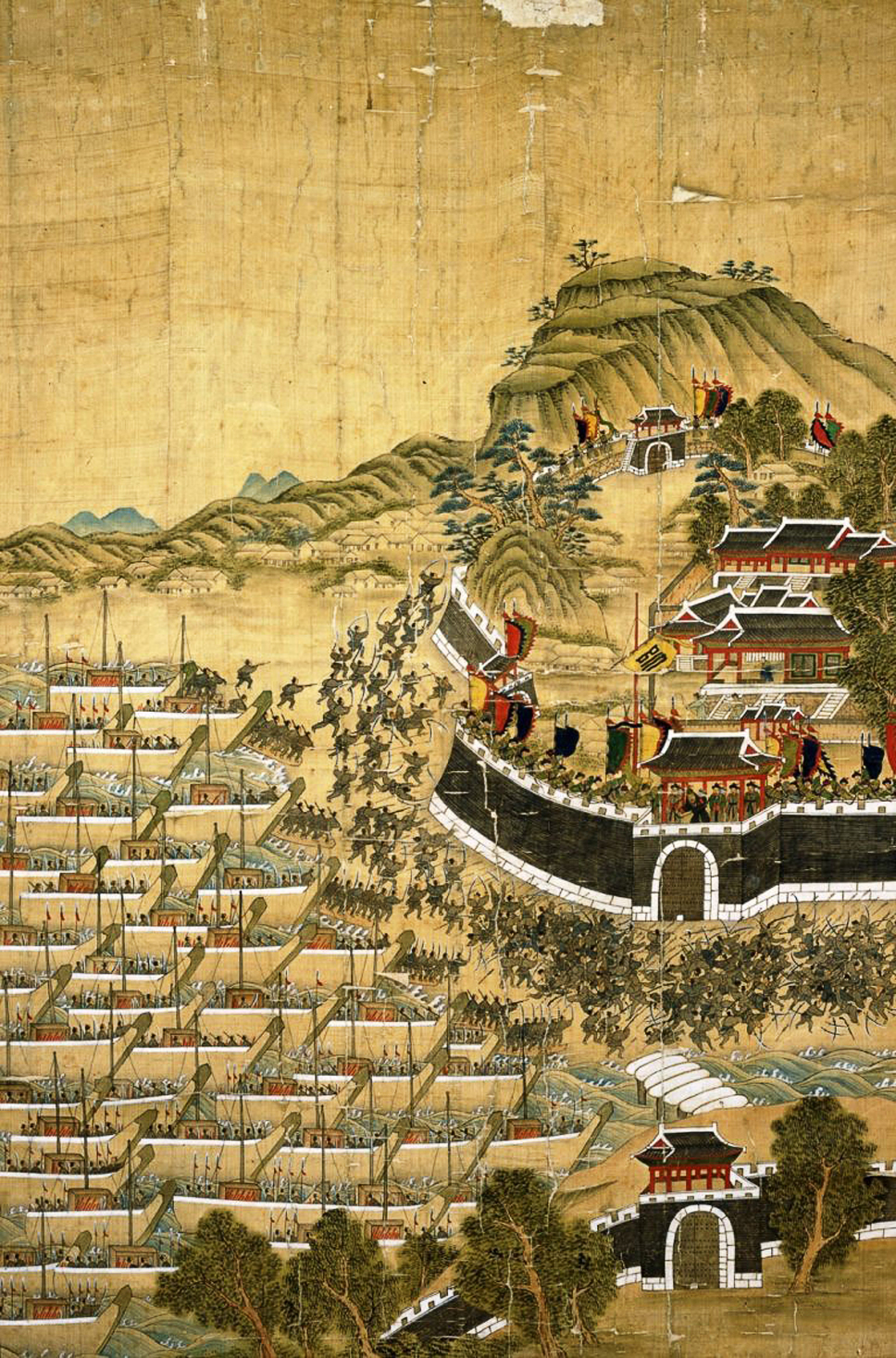
Setge de Busan per part de les tropes japoneses

La posició del defensor era massa difícil, motiu pel qual generalment tot es decidia en enfrontaments a camp obert. Quan un dàimio es retirava a la torre, generalment ho feia amb la intenció de reagrupar les seves forces i fer front per darrera vegada l'enemic en batalla, sent les excepcions el cas de Shibata Katsuie i Azai Nagamasa, que van morir dins del castell en flames (al castell Kitanosho i Odani respectivament). Un exemple d'aquest procedir es pot observar en el setge del castell Fushimi, part de la campanya de Sekigara. Durant aquest conflicte, Torii Mototada, general sota el comandament de Tokugawa Ieyasu, va suportar amb els seus homes l'atac de més de 40.000 soldats durant més de deu dies. Després que un traïdor s'incendiés la torre del castell, amb només 200 supervivents, Mototada efectuat cinc contraatacs fins que només quedaren 10 homes. No va ser fins a aquell moment en què Mototada i els supervivents van decidir cometre el seppuku per evitar ser capturats amb vida.
Durant les invasions japoneses a Corea es van desenvolupar importants avenços en les tècniques japoneses de setge, sent un dels pioners Kato Kiyomasa. Entre els seus invents es troba el kikkōsha (vagó tortuga), el qual era empès fins a les muralles protegint els seus ocupants dels objectes llançats.

## Comparativa amb el model europeu
A diferència d'Europa, on la implementació d'armes de foc en els combats va marcar el final de l'existència dels castells, al Japó no es va desenvolupar l'artilleria, de manera que els castells només es van reforçar pensant a resistir els trets d'arcabús i les càrregues de cavalleria.
També a diferència d'altres regions, el Japó no es va desenvolupar completament la construcció en pedra, de manera que aquesta només va ser utilitzada en les bases i no en la construcció de castells, els quals eren bàsicament de fusta. Un altre aspecte a ressaltar és que, encara que des de l'exterior dels complexos es poden veure similars, ja que tots dos seguien el model de la mota castral, els castells japonesos contenien edificis completament autòctons en el seu interior.

## Els cent castells japonesos més importants
El 2006 la Japan Castle Foundation (财団法人日本城郭协会, Nihon Jōkaku Kyōkai), una fundació cultural adscrita al Monbu-kagakushō (文部科学省, Monbu-kagakushō), va anunciar una llista dels 100 castells més importants del país. La selecció, realitzada per un grup d'especialistes, es va basar primordialment en tres aspectes:
1. Importància cultural o artefactes històrics.
2. Escenari d'algun esdeveniment històric d'importància.
3. Castells representatius de cada període històric o regió.

| Regió/Prefectura             | Castells                         | Observacions                                                  |
| ---------------------------- | -------------------------------- | ------------------------------------------------------------- |
| Hokkaidō • Tōhoku            |                                  |                                                               |
| Hokkaidō                     | Castell Goryōkaku                | Ruïnes                                                        |
|                              | Chashi a la península de Nemuro  |                                                               |
|                              | Castell Matsumae                 | Reconstruït                                                   |
| Aomori                       | Castell Hirosaki                 | Construcció original                                          |
|                              | Castell Ne                       | Ruïnes                                                        |
| Iwate                        | Castell Morioka                  | Ruïnes                                                        |
| Miyagi                       | Castell Sendai                   | Altres edificis                                               |
|                              | Castell Taga                     | Ruïnes                                                        |
| Akita                        | Castell Kubota                   | Ruïnes                                                        |
| Yamagata                     | Castell Yamagata                 | Altres edificis                                               |
| Fukushima                    | Castell Nihonmatsu               | Altres edificis                                               |
|                              | Castell Aizu Wakamatsu           | Reconstruït                                                   |
|                              | Castell Shirakawa                | Reconstruït                                                   |
| Regió de Kantō • Koshin'etsu |                                  |                                                               |
| Ibaraki                      | Castell Mito                     | Altres edificis                                               |
| Tochigi                      | Ashikaga-shi Yakata (Banna-ji)   | Altres edificis                                               |
| Gunma                        | Castell Minowa                   | Ruïnes                                                        |
|                              | Castell Kanayama                 | Ruïnes                                                        |
| Saitama                      | Castell Hachigata                | Altres edificis                                               |
|                              | Castell Kawagoe                  | Altres edificis                                               |
| Chiba                        | Castell Sakura                   | Ruïnes                                                        |
| Tokyo                        | Castell Edo                      | Altres edificis                                               |
|                              | Castell Hachioji                 | Ruïnes                                                        |
| Kanagawa                     | Castell Odawara                  | Reconstruït                                                   |
| Niigata                      | Castell Shibata                  | Reconstruït                                                   |
|                              | Castell Kasugayama               | Ruïnes                                                        |
| Yamanashi                    | Castell Kofu                     | Altres edificis                                               |
|                              | Takeda-shi Yakata (Takeda Jinja) | Ruïnes                                                        |
| Nagano                       | Castell Matsushiro               | Altres edificis                                               |
|                              | Castell Ueda                     | Altres edificis                                               |
|                              | Castell Komoro                   | Altres edificis                                               |
|                              | Castell Matsumoto                | Construcció original                                          |
|                              | Castell Takato                   | Altres edificis                                               |
| Hokuriku • Tōkai             |                                  |                                                               |
| Toyama                       | Castell Takaoka                  | Ruïnes                                                        |
| Ishikawa                     | Castell Nanao                    | Ruïnes                                                        |
|                              | Castell Kanazawa                 | Altres edificis                                               |
| Fukui                        | Castell Maruoka                  | Construcció original                                          |
|                              | Castell Ichijodani               | Ruïnes                                                        |
| Gifu                         | Castell Iwamura                  | Ruïnes                                                        |
|                              | Castell Gifu                     | Reconstruït                                                   |
| Shizuoka                     | Castell Yamanaka                 | Ruïnes                                                        |
|                              | Castell Sunpu                    | Altres edificis                                               |
|                              | Castell Kakegawa                 | Reconstruït                                                   |
| Aichi                        | Castell Inuyama                  | Construcció original                                          |
|                              | Castell Nagoya                   | Reconstruït                                                   |
|                              | Castell Okazaki                  | Reconstruït                                                   |
|                              | Castell Nagashino                | Ruïnes                                                        |
| Mie                          | Castell Iga Ueno                 | Reconstruït                                                   |
|                              | Castell Matsusaka                | Ruïnes                                                        |
| Kinki                        |                                  |                                                               |
| Shiga                        | Castell Odani                    | Ruïnes                                                        |
|                              | Castell Hikone                   | Construcció original                                          |
|                              | Castell Azuchi                   | Ruïnes                                                        |
|                              | Castell Kannonji                 | Ruïnes                                                        |
| Kioto                        | Castell Nijō                     | Patrimoni de la Humanitat per la Unesco, Altres edificis      |
| Osaka                        | Castell Osaka                    | Reconstruït                                                   |
|                              | Castell Chihaya                  | Lloc històric                                                 |
| Hyogo                        | Castell Takeda                   | Ruïnes                                                        |
|                              | Castell Sasayama                 | Altres edificis                                               |
|                              | Castell Akashi                   | Altres edificis                                               |
|                              | Castell Himeji                   | Patrimoni de la Humanitat per la Unesco, Construcció original |
|                              | Castell Ako                      | Ruïnes                                                        |
| Nara                         | Castell Takatori                 | Ruïnes                                                        |
| Wakayama                     | Castell Wakayama                 | Reconstruït                                                   |
| Chūgoku • Shikoku            |                                  |                                                               |
| Tottori                      | Castell Tottori                  | Ruïnes                                                        |
| Shimane                      | Castell Matsue                   | Construcció original                                          |
|                              | Castell Gassan Toda              | Ruïnes                                                        |
|                              | Castell Tsuwano                  | Ruïnes                                                        |
| Okayama                      | Castell Tsuyama                  | Altres edificis                                               |
|                              | Castell Bitchū Matsuyama         | Construcció original                                          |
|                              | Ki no jō                         | Lloc històric, altres edificis reconstruïts                   |
|                              | Castell Okayama                  | Reconstruït                                                   |
| Hiroshima                    | Castell Fukuyama                 | Reconstruït                                                   |
|                              | Castell Kōriyama                 |                                                               |
|                              | Castell Hiroshima                | Reconstruït                                                   |
| Yamaguchi                    | Castell Iwakuni                  | Reconstruït                                                   |
|                              | Castell Hagi                     | Ruïnes                                                        |
| Tokushima                    | Castell Tokushima                | Altres edificis reconstruïts                                  |
| Kagawa                       | Castell Takamatsu                | Altres edificis                                               |
|                              | Castell Marugame                 | Construcció original                                          |
| Ehime                        | Castell Imabari                  | Reconstruït                                                   |
|                              | Castell Matsuyama                | Construcció original                                          |
|                              | Castell Yuzuki                   | Ruïnes                                                        |
|                              | Castell Ozu                      | Reconstruït                                                   |
|                              | Castell Uwajima                  | Construcció original                                          |
| Kōchi                        | Castell Kōchi                    | Construcció original                                          |
| Kyūshū • Okinawa             |                                  |                                                               |
| Fukuoka                      | Castell Fukuoka                  | Altres edificis                                               |
|                              | Castell Ono                      | Ruïnes                                                        |
| Saga                         | Castell Nagoya                   | Reconstruït                                                   |
|                              | Castell Yoshinogari              |                                                               |
|                              | Castell Saga                     | Reconstruït                                                   |
| Nagasaki                     | Castell Hirado                   | Reconstruït                                                   |
|                              | Castell Shimabara                | Reconstruït                                                   |
| Kumamoto                     | Castell Kumamoto                 | Reconstruït                                                   |
|                              | Castell Hitoshi                  |                                                               |
| Ōita                         | Castell Ōita                     | Ruïnes                                                        |
|                              | Castell Oka                      | Ruïnes                                                        |
| Miyazaki                     | Castell Obi                      | Altres edificis                                               |
| Kagoshima                    | Castell Kagoshima                | Altres edificis                                               |
| Okinawa                      | Castell Nakijin                  | Patrimoni de la Humanitat per la Unesco, Ruïnes               |
|                              | Castell Naka                     | Patrimoni de la Humanitat per la Unesco,                      |
|                              | Castell Shuri                    | Patrimoni de la Humanitat per la Unesco, Reconstruït          |

## Castells i sacrificis humans
Els hitobashira (人柱, lit. «Pilar humà») eren sacrificis humans que es feien per tal que l'esperit de la víctima protegís un edifici nou, així com per pacificar els kami o les deïtats locals. Els hitobashira eren realitzats en ponts, residències o castells, i se'ls esmenta des de temps antics al Japó, sent esmentats en el Nihon Shoki, compilat l'any 720.
Les víctimes a convertir-se en hitobashira eren voluntaris, generalment guerrers que s'oferien com mostra de lleialtat al seu senyor feudal. Amb l'edifici en construcció, es cavava un forat al llindar de la residència o castell, o en la posició d'algun dels pilars principals. El guerrer llavors realitzava el seppuku, i sobre el seu cos es col·locaven els fonaments, de manera que es converteix en un esperit protector de l'edifici.
Les històries d'hitobashira van ser comunes durant el segle xvi. Un exemple és la llegenda d'Oshizu, una camperola cega que es va oferir com voluntària per apaivagar als kami després que hagués resultat impossible estabilitzar els murs del castell Maruoka. A canvi del seu sacrifici, ocorregut el 1576, el dàimio prendria el seu fill al seu servei. Després d'haver mort soterrada per les pedres, el dàimio va oblidar la seva promesa, per la qual cosa es diu que les constants inundacions de la fossa són conseqüència de les llàgrimes d'Oshizu, que plora la desgràcia del seu fill.